# Campionati europei di atletica leggera 2014 - 3000 metri siepi femminili
La gara dei 3000 metri siepi femminili si tenne il 15 e 17 agosto.

## Risultati

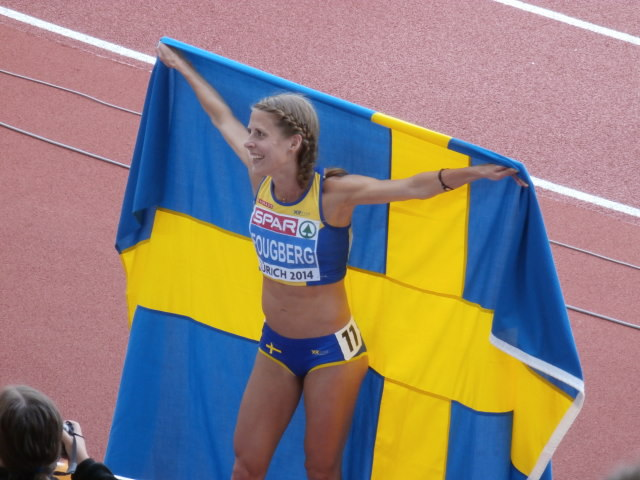
Charlotta Fougberg finished second

### Batterie
| Pos | Batteria | Nome                  | Nazione     | Tempo    | Note  |
| --- | -------- | --------------------- | ----------- | -------- | ----- |
| 1   | 1        | Sviatlana Kudzelich   | Bielorussia | 9:46.89  | Q     |
| 2   | 1        | Natalya Vlasova       | Russia      | 9:47.31  | Q     |
| 3   | 1        | Gesa-Felicitas Krause | Germania    | 9:47.36  | Q     |
| 4   | 1        | Sandra Eriksson       | Finlandia   | 9:50.00  | Q     |
| 5   | 1        | Fabienne Schlumpf     | Svizzera    | 9:51.45  | Q     |
| 6   | 1        | Maruša Mišmaš         | Slovenia    | 9:51.51  | q     |
| 7   | 2        | Silvia Danekova       | Bulgaria    | 9:51.67  | Q     |
| 8   | 2        | Antje Möldner-Schmidt | Germania    | 9:52.02  | Q     |
| 9   | 2        | Charlotta Fougberg    | Svezia      | 9:52.04  | Q     |
| 10  | 2        | Polina Jelizarova     | Lettonia    | 9:52.58  | Q, SB |
| 11  | 2        | Diana Martín          | Spagna      | 9:52.63  | Q     |
| 12  | 2        | Katarzyna Kowalska    | Polonia     | 9:52.66  | q     |
| 13  | 2        | Johanna Lehtinen      | Finlandia   | 9:53.86  | q     |
| 14  | 1        | Özlem Kaya            | Turchia     | 9:56.49  | q     |
| 15  | 1        | Cristina Casandra     | Romania     | 10:00.48 | q     |
| 16  | 1        | Jekaterina Patjuk     | Estonia     | 10:03.60 |       |
| 17  | 2        | Valeria Roffino       | Italia      | 10:07.58 |       |
| 18  | 2        | Jana Sussmann         | Germania    | 10:07.99 |       |
| 19  | 2        | Yekaterina Sokolenko  | Russia      | 10:08.76 |       |
| 20  | 2        | Astrid Leutert        | Svizzera    | 10:15.29 |       |
| 21  | 1        | Ingeborg Løvnes       | Norvegia    | 10:18.11 |       |
|     | 1        | Teresa Urbina         | Spagna      | DNF      |       |

### Finale
| Pos | Nome                  | Nazione     | Tempo    | Note |
| --- | --------------------- | ----------- | -------- | ---- |
| 1   | Antje Möldner-Schmidt | Germania    | 9:29.43  | SB   |
| 2   | Charlotta Fougberg    | Svezia      | 9:30.16  |      |
| 3   | Diana Martín          | Spagna      | 9:30.70  | PB   |
| 4   | Sviatlana Kudzelich   | Bielorussia | 9:30.99  | PB   |
| 5   | Gesa-Felicitas Krause | Germania    | 9:35.46  | SB   |
| 6   | Natalya Vlasova       | Russia      | 9:36.99  |      |
| 7   | Katarzyna Kowalska    | Polonia     | 9:43.09  |      |
| 8   | Silvia Danekova       | Bulgaria    | 9:44.81  |      |
| 9   | Sandra Eriksson       | Finlandia   | 9:47.95  |      |
| 10  | Maruša Mišmaš         | Slovenia    | 9:54.75  |      |
| 11  | Johanna Lehtinen      | Finlandia   | 9:54.90  |      |
| 12  | Cristina Casandra     | Romania     | 9:55.42  |      |
| 13  | Fabienne Schlumpf     | Svizzera    | 9:55.92  |      |
| 14  | Özlem Kaya            | Turchia     | 10:06.68 |      |
|     | Polina Jelizarova     | Lettonia    | DNF      |      |